# Tipasa de Mauretania
En Tipasa de Mauretania o Tipasa de Mauritania, a 70 km al oeste de Argel y al centro de la ciudad costera de Tipasa, se encuentran las ruinas de una ciudad romana. Este sitio arqueológico ha sido clasificado como patrimonio mundial por la UNESCO en el año 2002, señalando este lugar como "uno de los más extraordinarios complejos arqueológicos del Maghreb". Y entre muchas otras cosas, también destacando de manera significativa, los contactos entre los bereberes y las sucesivas oleadas de colonización púnica y romana acaecidas entre el siglo VI a. C. y el siglo VI de nuestra era.

## Historia

Localización de Tipasa en el área romano-africana.

### Etimología
En un promontorio y al abrigo del monte Chenoua, los fenicios montaron una especie de comercio o representación comercial o factoría hacia el siglo VI a. C.; y es a partir de este origen que la ciudad deriva su nombre que significa paso o escala, y que los árabes llamaron Tefassed (que significa deteriorado) y los franceses llamaron Tipaza. Según algunas fuentes, Tipasa sería en realidad una deformación del término berebere Tafsa (que significa gres o piedra caliza, aún hoy día denominación en uso en varias regiones del Magreb).
Los primeros habitantes de esta región se llamaban a sí mismos "Leqbayel", ya que lo que hoy día se llama Kabylie, se ubicaba en una extensa región que en la actualidad se desarrolla en la zona montañosa al norte de Argelia (desde Chenwa al oeste de Argel hasta Collo al este de dicha ciudad). El término Tifezza es el plural de Tafezza, que en francés significa gres desagregado o arenoso, e incluso actualmente, cuando se recorre la costa norte de Argelia, se observa perfectamente este gres de tipo arenoso o granulado.

### Época púnica
La colonia o factoría de Mauretania fue inicialmente concebida y utilizada como un punto intermedio de descanso y reaprovisionamiento, que ofrecía refugio a los navegantes en sus rutas hacia y desde las Columnas de Hércules (Gibraltar). Estas instalaciones se fueron progresivamente desarrollando, y hacia el siglo II a. C. se convirtieron en una verdadera ciudad púnica subordinada a Cartago, con presencia de monumentos monolíticos que representaban símbolos fenicios tal como el llamado Signo de Tanit (antropomorfo). También en esta zona se hallaron numerosas monedas típicas de Cartago, llevando representaciones del caballo y de la palmera, lo que acredita la gran influencia púnica en esa ciudad. Además, en las diferentes necrópolis se encontraron elementos funerarios púnicos, lo que atestigua la importancia de Tipasa de Mauretania en ese tiempo, tanto en cuanto a su rol como ciudad bisagra y de relevo, como en cuanto a la gran influencia que recibía desde Cartago. La UNESCO por su parte, ha señalado a las necrópolis de Tipasa de Mauretania, como unas de las más antiguas y extendidas del mundo púnico.

#### Tipasa

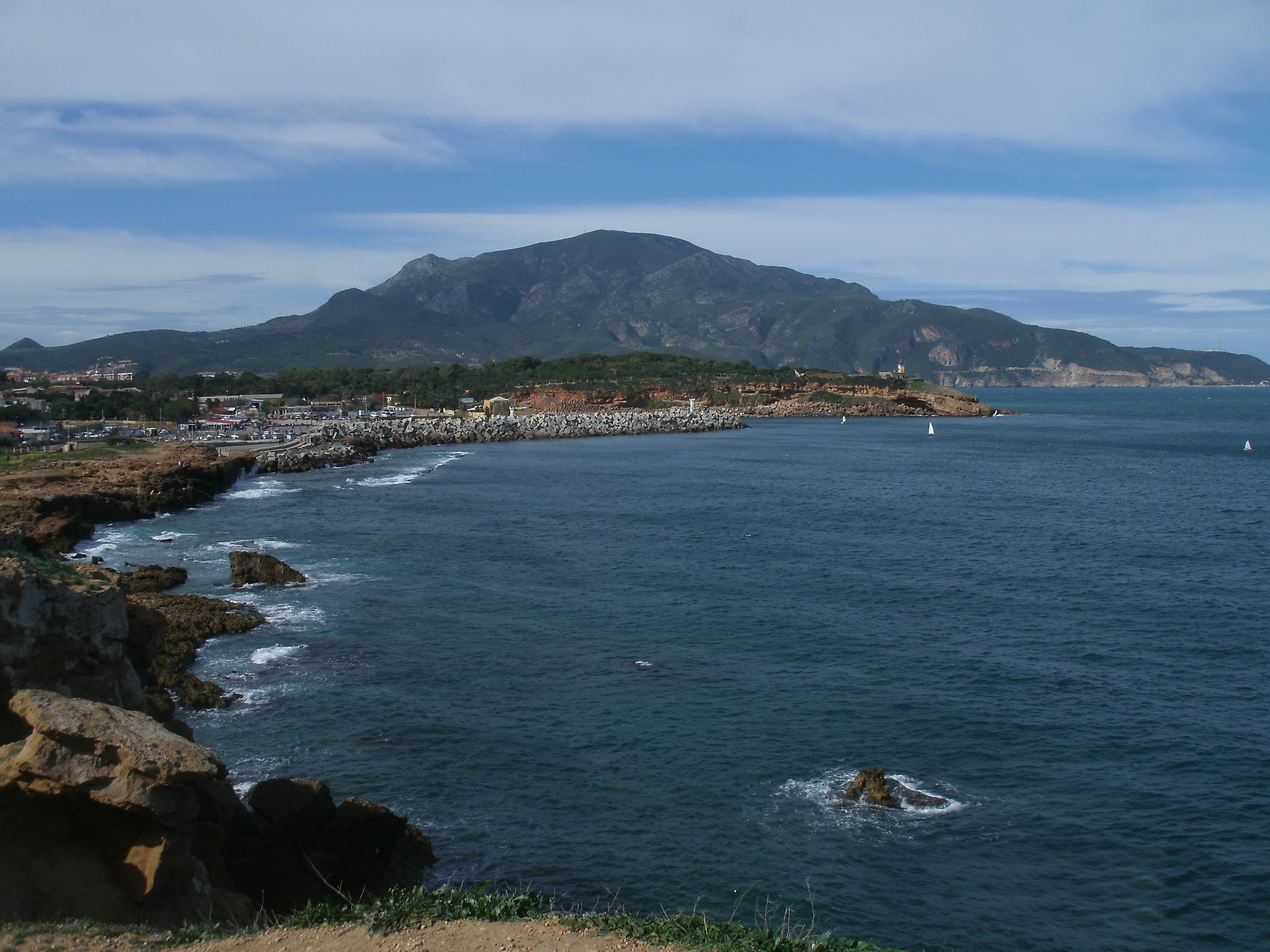
Alrededores del faro de Tipasa
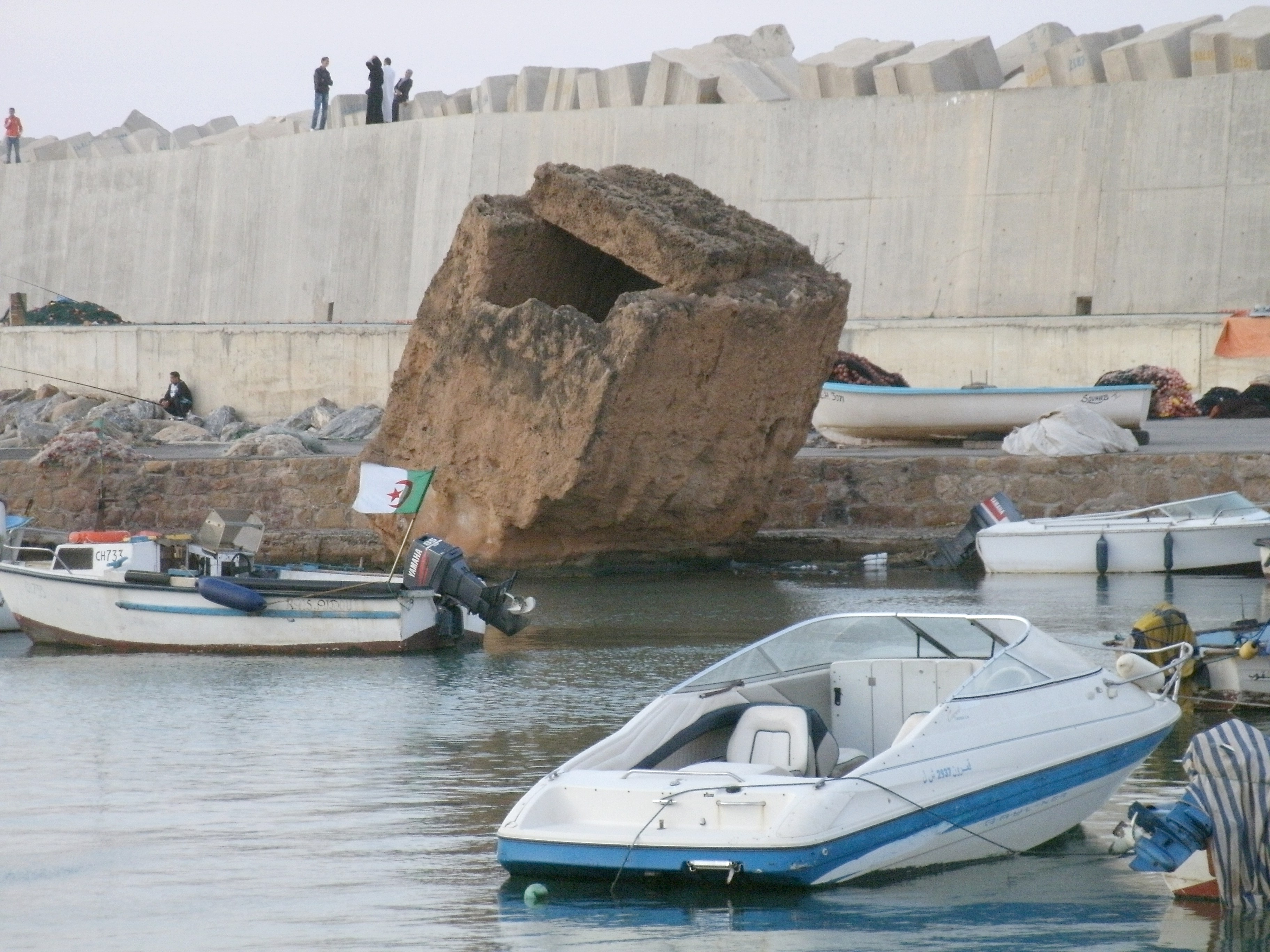
Cueva púnica del puerto de Tipasa
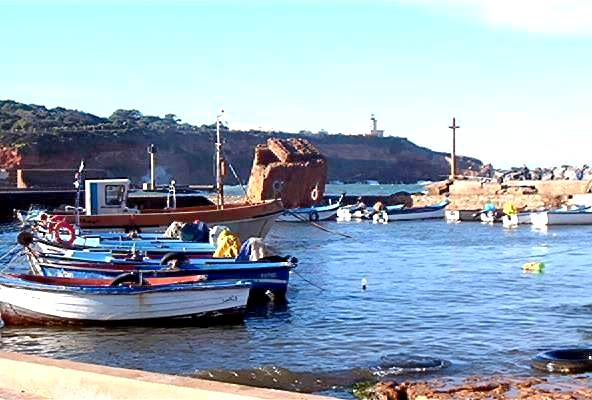
Cueva púnica del puerto de Tipasa: otro punto de vista
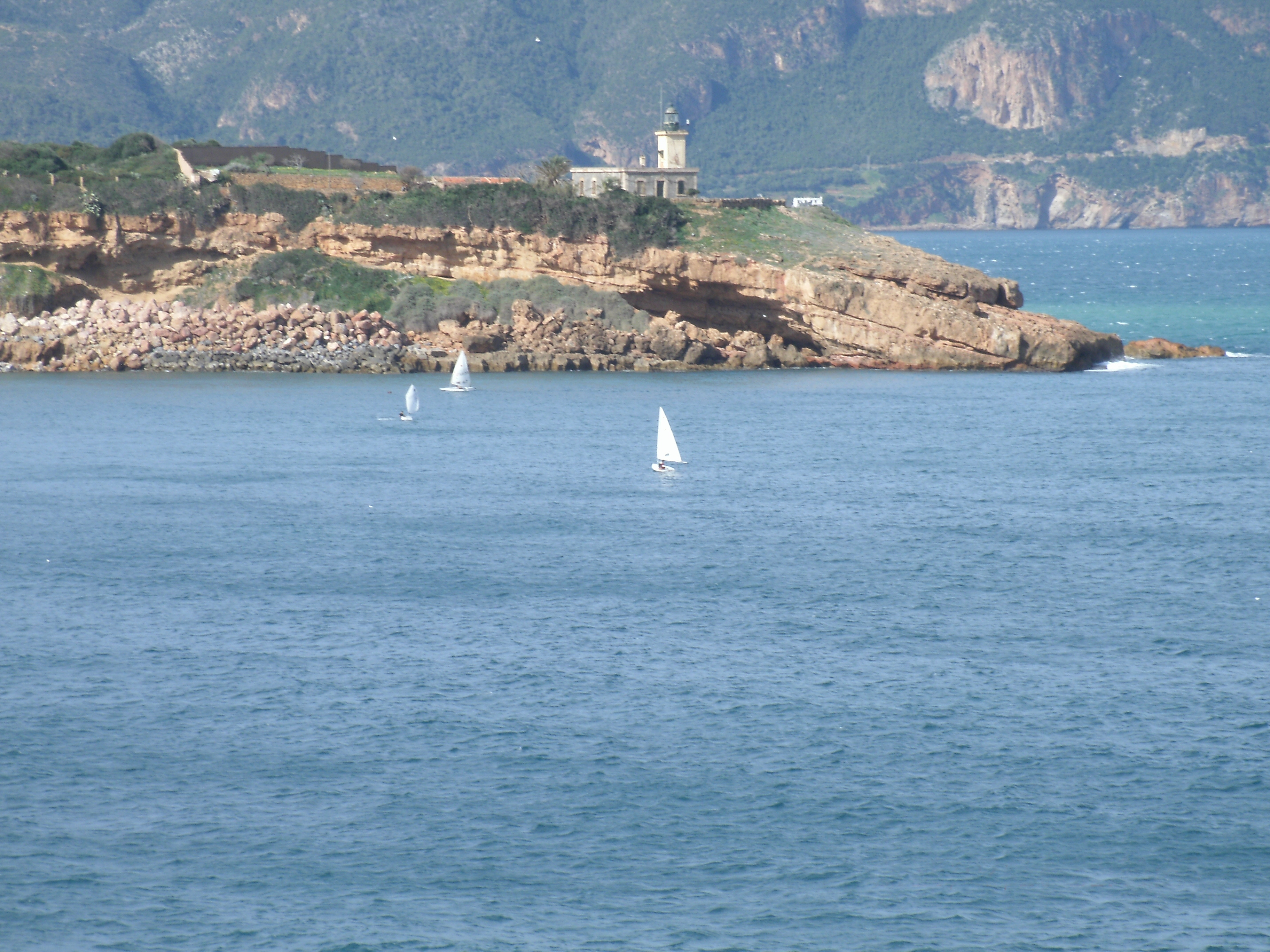
Faro de Tipasa
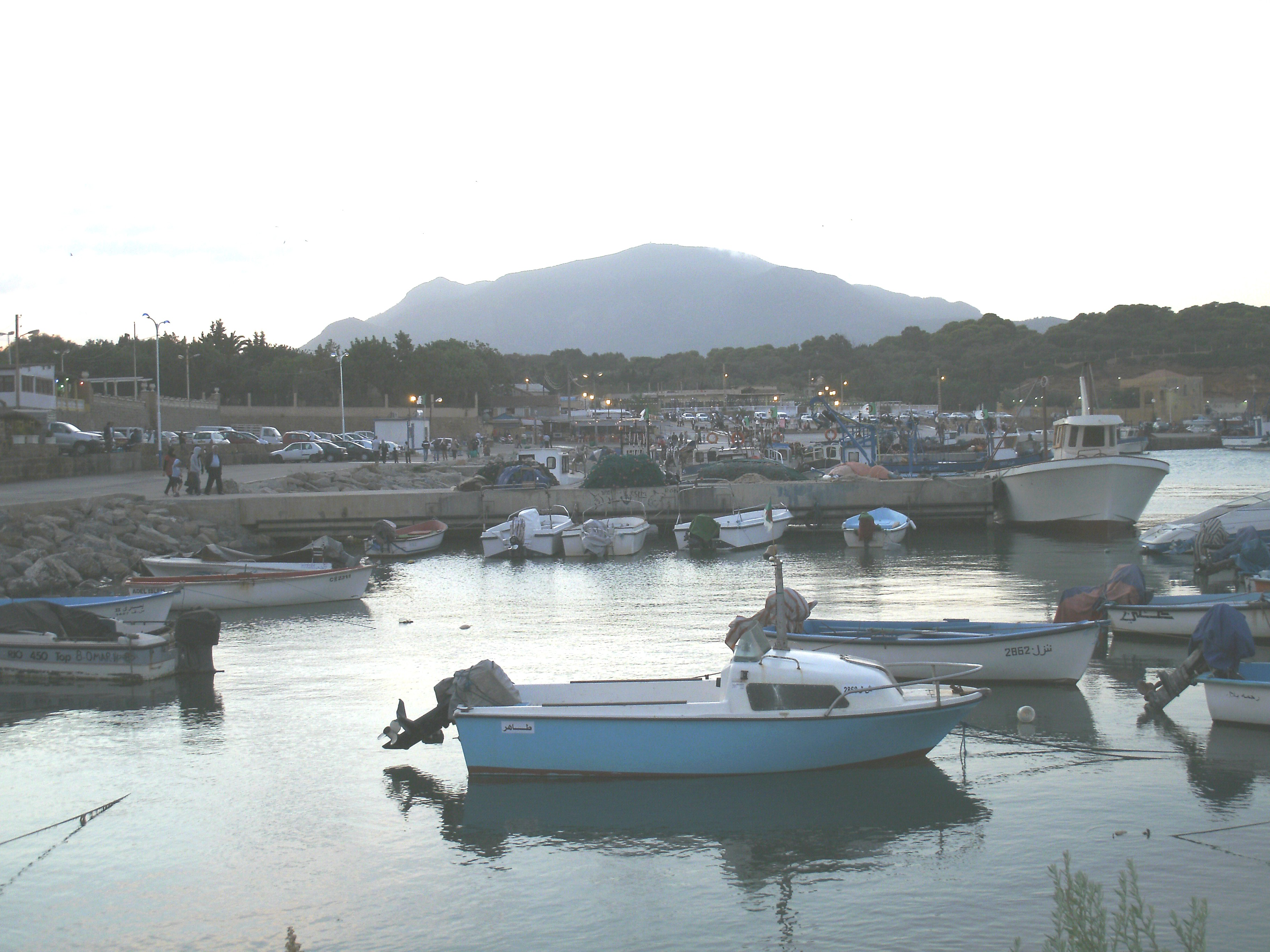
Puerto de Tipasa
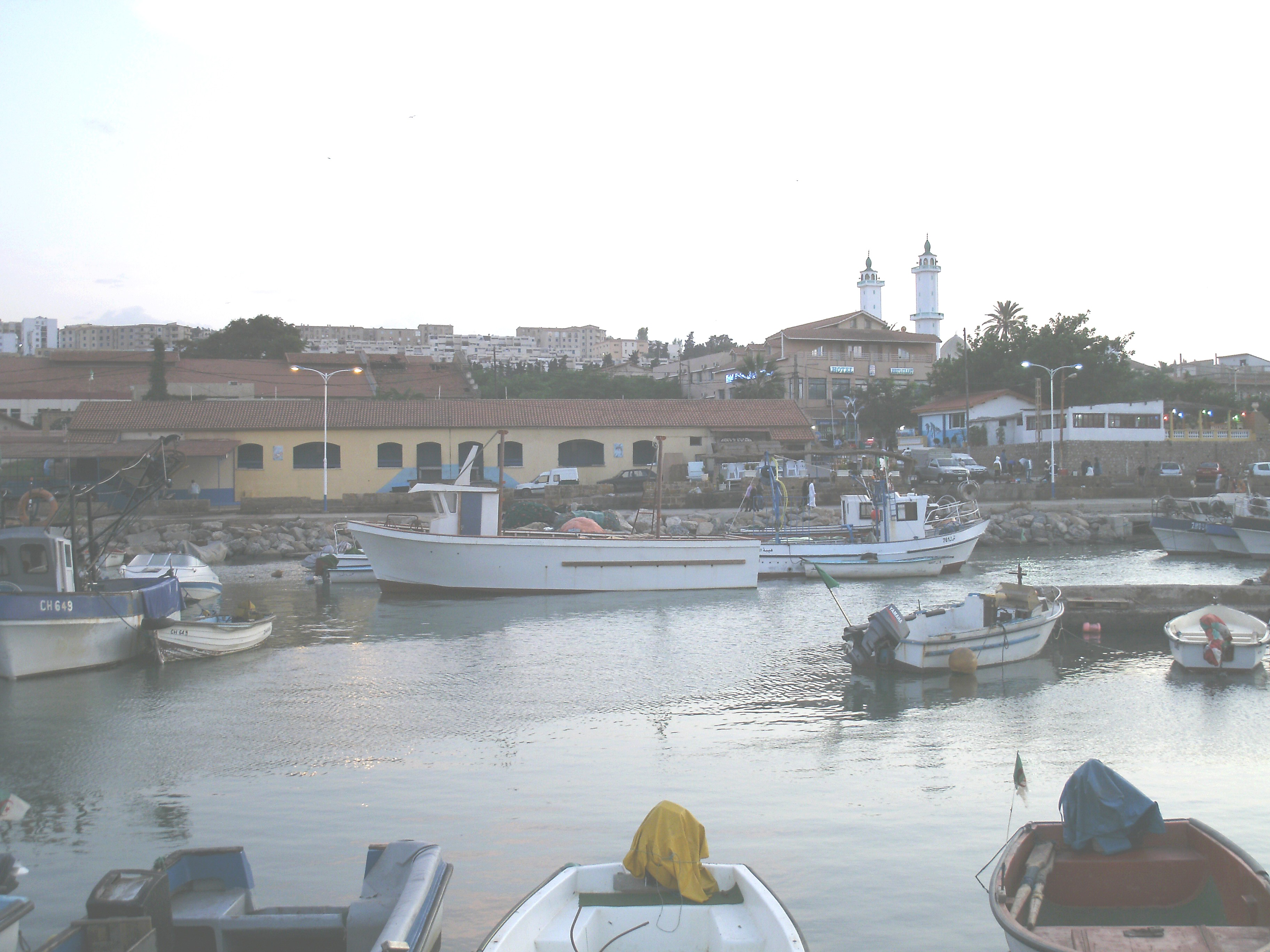
Puerto de Tipasa
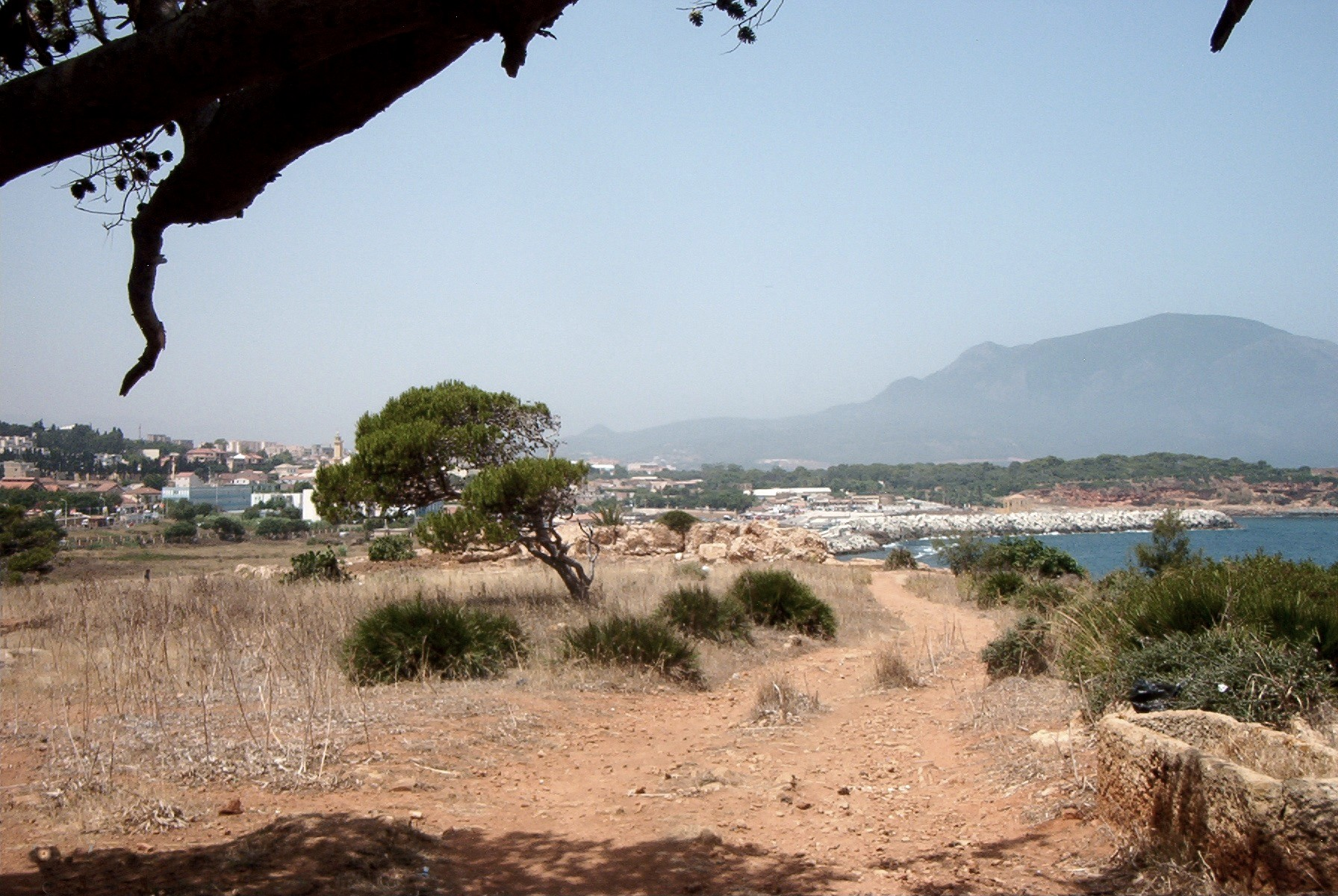
Tipasa

### Época númida

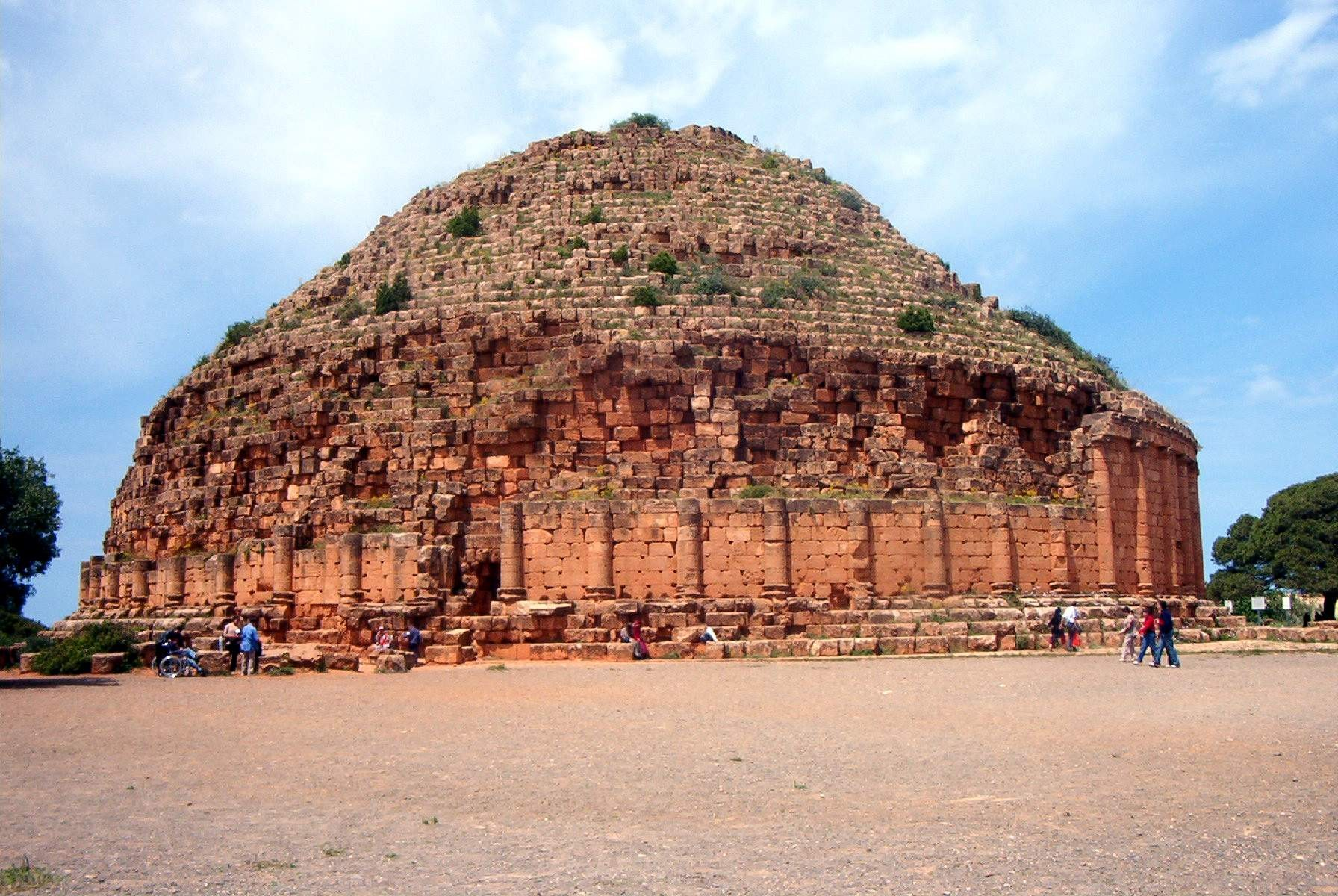
Mausoleo real de Mauritania, a distancia cercana al este de Tipasa.

Además de piezas de cerámica campaniense, de lámparas helenísticas, y de monedas donde se representa a Massinissa, Juba II, y Ptolomeo de Mauritania, ningún monumento datable de esta época pudo ser ubicado por los arqueólogos, muy probablemente en razón de las reelaboraciones arquitectónicas realizadas en la época romana, contemporáneas y posteriores al período histórico aquí tratado. Sin embargo y estando en el camino este-oeste de Mauritania, la ciudad seguramente no escaparía de las rivalidades bereberes en estos territorios, entre los reyes numidas Syphax, Massinissa, Bocchus I, Juba I de Numidia, y Bocchus II.
Por cierto, la ciudad tuvo cierto auge durante el reinado de Juba II, y se convirtió junto con su capital Caesaria (Césarée) ubicada a unos veinte kilómetros al oeste, en uno de los centros importantes de la cultura greco-romana, así como un centro activo de tránsito y comercio.
Por su parte y en el año 40 a. C., Ptolomeo (hijo de Juba II) fue ejecutado por Calígula, y entonces Mauretania definitivamente pasó bajo administración romana directa.

### Época romana

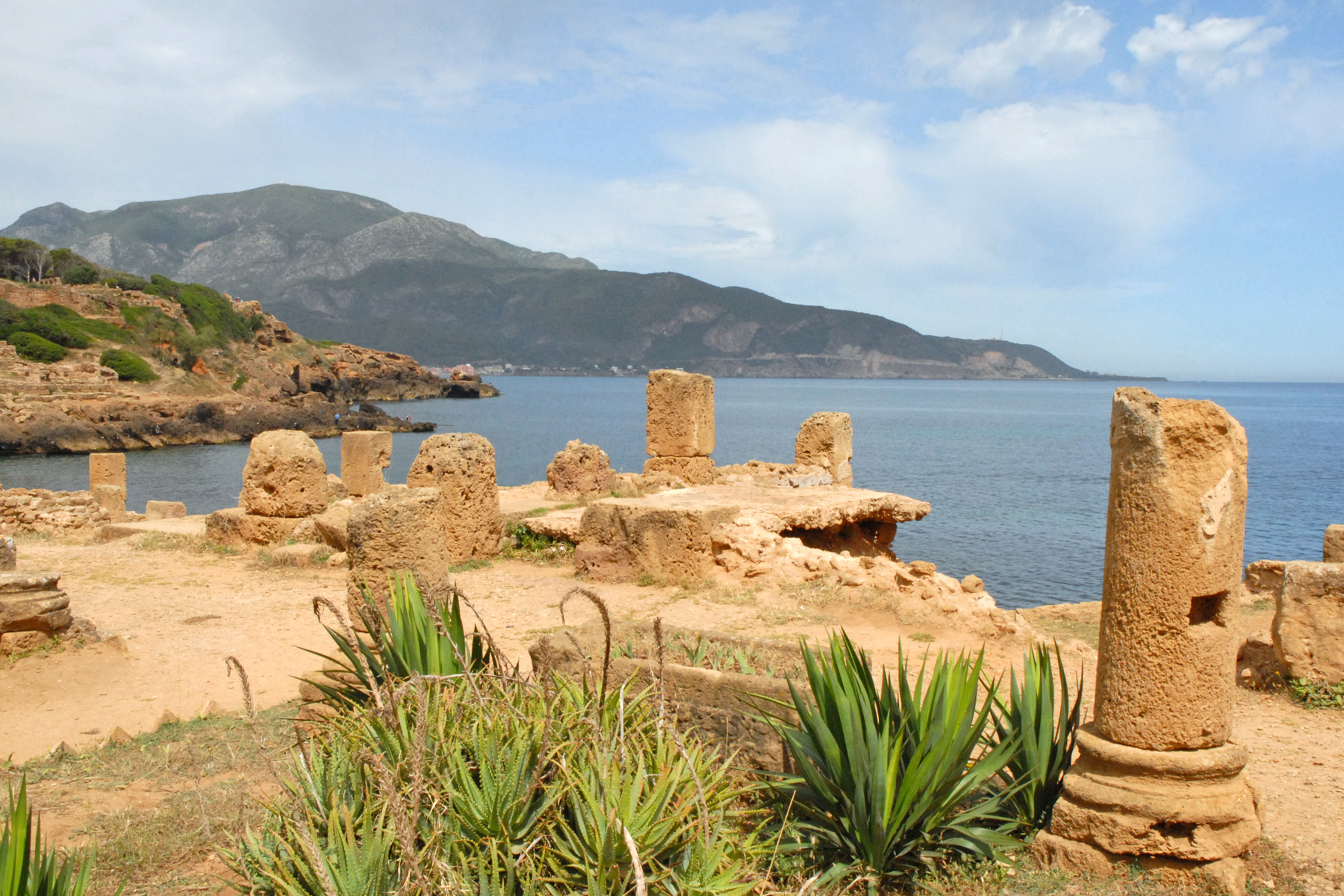
Villa des fresques

Bajo el reinado del emperador romano Claudio I entre los años 41 a 54 d. C., Mauretania fue dividida en dos provincias: la Mauritania Cesariense que toma este nombre de su capital Iol Caesarea (actual Cherchell), sobre un territorio correspondiente al centro y al oeste de la actual Argelia, y la Mauritania Tingitana con Tingis (actual Tánger) como capital, sobre un territoire correspondiente al norte del actual Marruecos.
En el año 46, Tipasa tomó el estatus de municipium de derecho latino (Jus Latinus). Inicialmente, la ciudad estaba situada sobre la colina, en el actual emplazamiento del faro que dominaba el viejo puerto, y estaba constituido por varias casas, el foro, la basílica judicial, y el capitolio, cuyo entorno estaba delimitado por una muralla o empalizada.
Más allá, la ciudad continuaba sobre la llanura así como sobre las colinas este y oeste, con edificios públicos y privados, entre ellos la llamada villa de los fresques, y el conjunto rodeado por una valla defensiva de unos 2200 metros. Dadas estas características, Tipasa recibió el rango de colonia romana: colonia Aelia Tipasensis. De esta forma, y hacia fines del siglo II, la ciudad recibió todas las prerrogativas de la ciudadanía romana.
La ciudad de Tipasa tuvo su apogeo en la época de los últimos Antoninos y durante la Dinastía Severa, con una población que tal vez se acercó a los 20 000 habitantes (estimación que el arqueólogo e histroriador Stéphane Gsell señaló como exagerada), y a quienes se llamaba tipasitanos o tipasitenses.

### Época paleocristiana

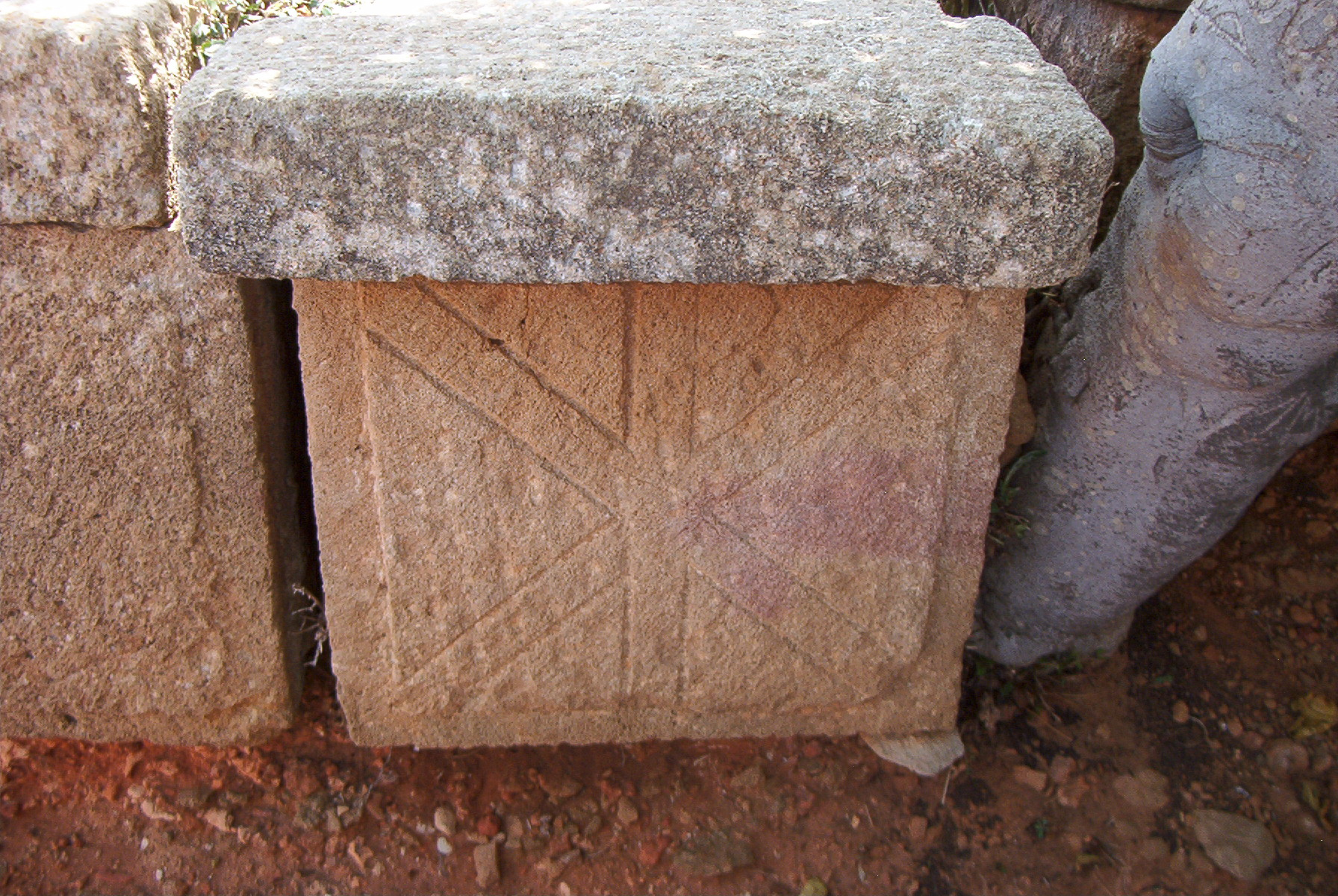
Sarcófago cristiano.

El cristianismo hizo allí su aparición en la primera mitad del siglo III. El epitafio de Rasinia Secunda, cuya muerte está fechada el 17 de octubre de 237, es la inscripción cristiana fechada más antigua de África.
En el siglo III Tipasa ya era una sede episcopal, y actualmente está inscrita en la lista de sedes titulares de la Iglesia católica.
La mayoría de los habitantes seguían siendo paganos hasta que, según la leyenda, Salsa, una doncella cristiana, arrojó al mar la cabeza de su ídolo serpiente, tras lo cual el pueblo, enfurecido, la apedreó hasta matarla. El cuerpo, recuperado milagrosamente del mar, fue enterrado en la colina sobre el puerto, en una pequeña capilla que posteriormente dio lugar a la majestuosa basílica. El martirio de Salsa tuvo lugar en el siglo IV.
Del siglo II al IV, el cristianismo tomó realmente auge, como lo demuestra la multitud de edificios religiosos, como la gran basílica, considerada una de las más grandes del África antigua, la basílica del obispo Alejandro, la basílica de Santa Salsa, y la multitud de necrópolis construidas alrededor de los lugares de culto.
A mediados del siglo IV, Tipasa, como muchas ciudades norteafricanas, sufrió los embates del cisma donatista. Este periodo estuvo marcado entre 371 y 372 por la revuelta de Firmo, apoyada por numerosas tribus indígenas, saqueadores y donatistas llenos de odio religioso contra el Imperio romano de Valentiniano I. A diferencia de Icosium y Cesarea, que fueron asaltadas por Firmo, Tipasa pudo resistir esta invasión, lo que probablemente aumentó la prosperidad de la ciudad durante algunos años más.

### Decadencia
Bien que Tipasa de Mauretania estaba rodeada por un entorno protector, ello no impidió su destrucción en el año 430 por parte de los vándalos (pueblo germano de Europa central) dirigidos por Genserico (rey de los vándalos y los alanos entre el 428 y el 477).
En 484, el rey vándalo Hunerico (477-484) envió a Tipasa a un obispo arriano, tras lo cual los cristianos de esa zona fueron cruelmente perseguidos y entonces, muchos de sus habitantes huyeron a España.
Y hacia el año 534, los bizantinos reconquistaron África, y en esta nueva situación, Tipasa de Mauretania debió de recuperar en parte la paz y la prosperidad que había perdido, como queda evidenciado por ciertas obras de expansión y rehabilitación que entonces se emprendieron. Posteriormente y ya finalizado el siglo VI, la decadencia continuó, y Tipasa terminó sufriendo los abatares de una ciudad disminuida y precariamente acondicionada, y soportando las alternancias de irregulares sequías e inundaciones propias de esa zona semiárida, así como el constante avance y embate de las dunas.

## Excavaciones

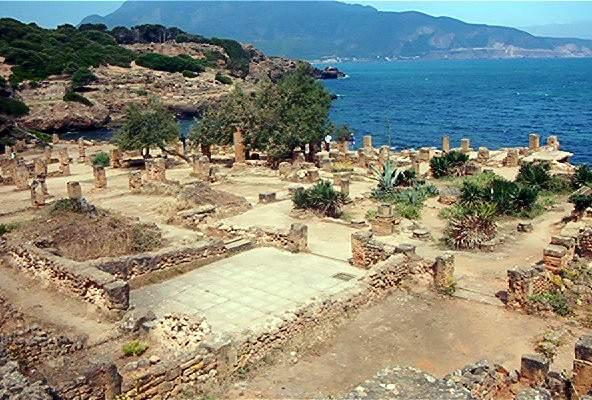
Ruinas actuales de la Tipasa romana.

Pero fue recién en el siglo XIX que se realizaron las primeras excavaciones arqueológicas. Precisamente, Stéphane Gsell publicó una monografía al respecto en 1894, pero verdaderamente fue Jean Baradez en 1946, quien introdujo en la especialidad métodos de trabajo modernos y científicos, y quien organizó las primeras colecciones de museo.